# アンベール1世 (ヴィエノワのドーファン)
アンベール1世（フランス語：Humbert Ier, 1240年ごろ - 1307年4月12日）は、ラ・トゥール・デュ・パン家(フランス語版)の強力な男爵である。結婚によりヴィエノワのドーファンとなった。

## 生涯
アンベール1世はラ・トゥール・デュ・パン男爵アルベール3世とベアトリス・ド・コリニーの息子である。母ベアトリスはコリニー領主ユーグ1世とヴィエノワのドーフィネであったベアトリス・ダルボンの娘であった。
1294年、アンベール1世は500リーブルの年金と引き換えにフランス王フィリップ4世の臣下となり、これが50年後にフィリップ6世によるドーフィネの買収につながった。
1273年9月、アンベール1世はアンヌ・ド・ブルゴーニュと結婚した。アンヌはヴィエノワのドーファン・ギーニュ7世の娘で、ベアトリス・ダルボンの曽孫であった。2人の間には以下の9子が生まれた。
- ジャン2世（1280年 - 1319年） - ヴィエノワのドーファン
- ユーグ（1329年没） - フォーシニー男爵
- ギーニュ（1319年没） - モントーバン領主
- アリックス（1280年 - 1309年） - 1296年にフォレ伯ジャン1世（1275年 - 1333年）と結婚
- マリー - エマール・ド・ポワティエ＝ヴァランティノワと結婚
- マルグリット - 1303年にサルッツォ侯フェデリーコ1世と結婚
- ベアトリス（1275年 - 1347年） - 1312年にユーグ1世・ド・シャロン＝アルレと結婚
- アンリ（1296年 - 1349年） - メッツ司教
- カトリーヌ（1337年没） - 1312年にフィリッポ1世・ディ・サヴォイア＝アカイアと結婚